# Escorxador Nou de l'Escala
L'Escorxador Nou és un edifici del municipi de l'Escala inclòs en l'Inventari del Patrimoni Arquitectònic de Catalunya. Es va inaugurar el 2006 com a institució dedicada a la recuperació, la conservació i la difusió del patrimoni cultural material i immaterial de l'Escala, en especial de la important tradició saladora del poble. A través del projecte “El Fil de la Memòria” es treballa per preservar i difondre la història oral de l'Escala. Edita regularment la revista Fulls d'Història Local, catàlegs d'exposicions i vídeos d'enregistraments a persones grans. És la seu del Museu de l'Anxova i la Sal.
El museu organitza també la Festa de la Sal des de 1997, III Centenari de l'Alfolí de la Sal. És l'acte més important de difusió del patrimoni immaterial de l'Escala, amb implicació de la comunitat i que atrau multitud de visitants per la seva autenticitat. Cada tercer dissabte de setembre, a l'escenari natural de la platja de l'antic port, el poble de l'Escala fa un homenatge als avantpassats pescadors i saladors amb una mostra d'oficis mariners, cançons tradicionals i danses com la Farandola i el Ball del Drac.

## Descripció
Situat a l'oest del nucli antic de la població de l'Escala, al vessant sud del puig del Pedró, davant l'avinguda Francesc Macià.
Es tracta d'un edifici de planta més o menys rectangular, format per diversos cossos adossats. El nucli original està situat a la part davantera i consta d'un cos central rectangular, amb la coberta a dues vessants de teula, i dos cossos més adossats als laterals. A l'extrem nord hi ha un petit cos de planta rectangular, a manera de torre, i al sud, una crugia més gran on s'ubica la porta d'accés original a l'edifici. Ambdues crugies estan cobertes amb teulada a dues aigües. Tota la construcció s'organitza en una sola planta. La façana principal d'aquest nucli presenta una filada de finestres central, amb les obertures rectangulars amb l'ampit i la llinda bastits amb maons. Al costat sud hi ha una gran portal, amb la llinda triangular bastida amb maons. A la part superior, dues finestres circulars de maons i l'escut de la població al centre del coronament. El cos situat al nord presenta tres estretes finestres al nivell del pis i un òcul de maons al centre del parament. El coronament dels dos cossos laterals és esglaonat i rematat amb maons. A l'interior, l'espai és diàfan i presenta sostres alts, bastits amb embigat de fusta amb solera de llates i maó pla. Les obertures són d'arc rebaixat bastit amb maons excepte el portal interior del cos sud, que és d'arc apuntat i de mides molt grans. Els murs són bastits amb pedra sense desbastar lligada amb morter de calç.
Amb la rehabilitació de l'edifici es va afegir un gran cos rectangular a l'est, que inclou oficines, despatxos..., amb l'accés actual per la banda sud, al carrer de l'Escorxador.
Exteriorment, tota la construcció es troba arrebossada i pintada de color blanc.

## Història
Construït l'any 1913 als afores de la vila per substituir el que hi havia a la platja del Cargol. L'agost de 2001 el Ple Ajuntament aprova el projecte de "Remodelació de l'Escorxador per a Centre de Gestió i Difusió del Patrimoni Cultural" (DOGC núm. 3834 - 03/03/2003) primera fase del Museu de l'Anxova i de la Sal. Finalment El Museu de l'Anxova i de la Sal, va ser inaugurat el 29 de juliol de 2006, convertint-se en una institució dedicada a la recuperació i difusió del patrimoni cultural (material i immaterial) de l'Escala i, en particular, de la gran tradició pesquera i saladora del poble. Amb la rehabilitació de l'edifici es va afegir un gran cos rectangular a l'est, que inclou oficines, despatxos..., amb l'accés actual per la banda sud, al carrer de l'Escorxador.